# Sławno (comune rurale)
Sławno è un comune rurale polacco del distretto di Sławno, nel voivodato della Pomerania Occidentale.
Ricopre una superficie di 284,20 km² e nel 2005 contava 8 802 abitanti.
Il capoluogo è Sławno, che non fa parte del territorio ma costituisce un comune a sé.